# 이가은 (신비아파트)
이가은은《신비아파트》에 등장하는 가공의 인물로 하리와 같은 반 친구이다.

## 외모
어깨까지 닿는 검고, 긴 생머리에 보라색 원피스를 입고 검은색 반양말(입질쟁이 편에서는 원피스에 구두만 신었다.)을 신고 있으며 눈매는 하리와는 달리 동글동글하지 않다. 4기에서는 연보라색 블라우스에 위에는 진보라 치마를 입었다. 예쁘다

## 성격
차분하고 조용한 성격에 친구들을 아낀다.

## 작중 행적

### 신비아파트: 고스트볼의 비밀
2화에서 첫 등장. 해당 회차 시점에서는 하리와 친구들과는 친하게 지내는 사이는 아니었으며 늘 교실에 있을 때 멍하니 앉아있는 모습을 보이고 있다.
10화에서 비가 오는 날에 이안과 만나게 되었다.

### 신비아파트: 고스트볼X의 탄생
이때부터 하리 일행과 친구가 되었고, 처음으로 신비와 하리의 친구들이 사는 신비아파트에 직접 놀러오게 되었고, 가족들과 함께 르네아파트에 이사온 뒤 수상함을 느낀다.
18화에서 강림과 리온이 이안을 쫓고 있을 때 자신을 미끼로 쓰는 바람에 잠깐 사이가 멀어졌지만, 다시 화해를 하는 듯 하며 이안과 다시 한번 재회한다.

### 신비아파트 고스트볼 더블X
이상한 꿈을 꾼 후 원인 모를 힘을 깨닫고 혼란에 빠진다. 
그 후 10화 이후 오프닝에서도 전생인 샤를리엔이 후생인 가은이와 함께 손을 마주잡고 있는 모습이 나왔다.
이안과 다시 한번 재회한다. 추파카브라 편에서 이안에게 키스로 피를 준다.

### 신비아파트 고스트볼Z
1화에서 강림과 함께 등장한다.

## 다른 캐릭터들과의 관계

### 이안
좋아하고, 이안과 만나지 못해 그리워하는 남자친구.

### 신비,금비,주비
도깨비 친구들

### 김현우,리온
같은 반 친구들

### 구하리
자신의 마음을 잘 믿어주는 단짝친구

### 최강림
남사친. (입질쟁이편에서 오해가 했었다)

## 같이 보기
- 이안
- 구하리